# Oviapu
Az Oviapu (eredeti cím: Daddy Day Care) 2003-ban bemutatott amerikai családi filmvígjáték Eddie Murphy, Jeff Garlin, Steve Zahn, Regina King és Anjelica Huston főszereplésével. A Geoff Rodkey által írt és Steve Carr által rendezett film Murphy és Carr második közös munkája a Dr. Dolittle 2. (2001) után.
A filmet 2003. május 9-én mutatta be az Amerikai Egyesült Államokban a Columbia Pictures, Magyarországon augusztus 7-én az InterCom Zrt.. Általánosságban negatív kritikákat kapott az értékelőktől, bevételi szempontból viszont jól teljesített; a 60 millió dolláros költségvetésből 164 milliós bevételt ért el világszerte. A filmet két folytatás követte, Oviapu 2. és Oviapu 3. címekkel.
Két férfit, Charlie Hintont (Eddie Murphy) és Phil Ryersont (Jeff Garlin) elbocsátják, és kénytelenek otthonülő apákká válni, amikor nem találnak munkát. Ez arra ösztönzi őket, hogy saját óvodát nyissanak.

## Cselekmény
A marketingvezető Charlie Hinton és legjobb barátja, Phil Ryerson 300 másik emberrel együtt elbocsátásra kerül, amikor főnökük, Jim Fields vezérigazgató bezárja a vállalat teljes egészségügyi részlegét, mivel a gyerekek nem kedvelik az új, egészséges, zöldségekből készült reggelizőpelyhet.
Miközben felesége, Kim azzal támogatja a családot, hogy visszamegy dolgozni ügyvédként, Charlie hat hetes álláskeresés után kénytelen kivenni kisfiukat, Bent, a Chapman Akadémiáról – egy drága és túlságosan patinás óvodából -, amelyet Gwyneth Harridan vezet. Mivel nem talál kielégítő alternatívát, Charlie Phil segítségével nyit otthonában egy óvodát, amelyet "Apuci napközije" néven nevez el. Bár a helyi szülők gyanakodnak a gyerekekkel foglalkozó férfiakra, néhányan mégis az ő szolgáltatásukat választják, mivel az olcsóbb és gyermekközpontúbb.
Charlie és Phil néhány gyerekkel kezdenek, eleinte a káosszal és néhány személyes problémával küszködve. A konkurencia miatt feldühödött Harridan megpróbálja bezáratni őket, és értesíti a gyermekvédelmiseket az új óvodáról. Charlie és Phil azon kapja magát, hogy helyrehozzák a problémákat, amelyekre Dan Kubitz, a gyermekszolgálatok igazgatója figyelmeztet, hogy a óvodájuk megfelelő legyen a gyermekek számára, többek között felveszik korábbi kollégájukat, Marvint, mint további gondozót.
Idővel lassan élvezni kezdik az egyre népszerűbb Apuci napközije működtetését, és a gyerekekkel való kötődést, Charlie pedig örömmel látja, hogy Ben jól érzi magát. Harridan azonban továbbra is megpróbálja bezáratni őket, miután gyerekeket veszítettek el tőlük. Amikor Kubitz rámutat, hogy a házban nem fér el annyi gyerek, ahányan vannak, Charlie úgy dönt, hogy inkább keresnek egy új, állandó helyet valahol a városban a napközi számára, minthogy néhány gyereket eltávolítsanak, hogy tovább működjön.
Marvin hamar megemlíti, hogy ismer egy épületet, amelyben van potenciál, de nem engedhetik meg maguknak. Elhatározzák, hogy "Rock apuciért" elnevezéssel adománygyűjtő gyerekfesztivált rendeznek, hogy összegyűjtsék a szükséges tőkét. Harridan azonban tudomást szerez a rendezvényről, és tétova asszisztense, Jennifer segítségével szabotálja azt. Ezzel egy időben Jim felajánlja Charlie-nak és Philnek, hogy visszaadja régi állásukat, a fizetésük duplájáért, és az egész egészségügyi részleget ők vezethetik. Harridan felajánlja, hogy olcsóbban befogadja a gyerekeiket, cserébe azért, hogy az Apuci napközije bezárjon. Charlie és Phil vonakodva elfogadja az ajánlatot, Marvinnak pedig összetörik a szíve, és nem hajlandó csatlakozni hozzájuk. Másnap, egy vattacukorból készült gabonapehely marketing megbeszélésén Charlie megkérdőjelezi döntését, miután rájön, milyen hatással volt az Apuci napközije Benre és a többi gyerekre, ekkor azonnal felmond.
Meggyőzve Philt, hogy lépjen ki, hogy újra megnyissák az Apuci napközijét, és tájékoztatva Marvint a terveikről, Charlie szembeszáll Harridannal egy diákorientáció során, és a jelenlévő szülők előtt feltárja, hogy mennyire nem törődik a gyerekeikkel. Miután Charlie megemlíti, hogy az Apuci napközije mennyit változott és segített a gyerekeknek, a szülők visszaengedik őket oda. Hat hónappal később az óvodának sikerül megvásárolnia a bővítéshez szükséges épületet, és fellendül: Charlie és Phil sikeres, Jennifer most már a központban dolgozik, Marvin pedig kapcsolatot kezd az egyik gyerek anyjával. Mivel Chapman kiszorul az üzletből, Harridan kénytelen gyalogátkelő őrként dolgozni, és véletlenül forgalmi dugót okoz, amikor az egyik volt gyermekétől, Crispintől kapott virág miatt méhek támadják meg.

## Szereplők
(A szereposztás mellett a magyar hangok feltüntetve)
- Eddie Murphy – Charles "Charlie" Hinton – Dörner György
- Jeff Garlin – Phillip "Phil" Ryerson – Hajdu Steve
- Steve Zahn – Marvin – Kerekes József
- Regina King – Kimberly "Kim" Hinton – Tátrai Zita
- Anjelica Huston – Miss Gwyneth Harridan – Borbás Gabi
- Khamani Griffin – Benjamin "Ben" Hinton – Czető Ádám
- Kevin Nealon – Bruce – Galbenisz Tomasz
- Jonathan Katz – Daniel "Dan" Kubitz – Magyar Attila
- Lacey Chabert – Jennifer "Jenny" – Roatis Andrea
- Max Burkholder – Maxwell "Max" Ryerson – Hegyesi Leó
- Jimmy Bennett – Tony/Flash –
- Leila Arcieri – Kelli – F. Nagy Erika
- Shane Baumel – Crispin – Sántha Balázs
- Elle Fanning – Jamie – Bartus Barbara
- Felix Achille – Dylan – Morvay Bence
- Hailey Noelle Johnson – Becca – Bánlaki Kelly
- Siobhan Fallon Hogan – Peggy – Kocsis Mariann
- Arthur Young – Nicky – Ungvári Gergely
- Wallace Langham – Jim Fields – Forró István
- Lisa Edelstein – Bruce felesége/Crispin édesanyja – Zakariás Éva
- Mark Griffin – Steve – Seder Gábor
- Laura Kightlinger – Sheila – Lázár Erika

## A film készítése
2002 áprilisában a The Hollywood Reporter arról számolt be, hogy Eddie Murphy újra együtt dolgozik Steve Carrral, aki a Dr. Dolittle 2. rendezője is volt. 2002 júniusában Anjelica Huston tárgyalásokat folytatott arról, hogy csatlakozzon a szereplőgárdához. A következő hónapban a Revolution Studios szerződtette Jeff Garlin-t, valamint Steve Zahn-t, hogy Murphyvel együtt szerepeljenek a filmben. A forgatás 2002. augusztus 1-jén kezdődött a kaliforniai Los Angeles-ben.
A gyártás 2002. augusztus 5-én kezdődött és 2002. november 22-én fejeződött be. 2002 decemberében hivatalosan is megjelent a film plakátja, a következő szlogennel: D-Day is coming..

## Folytatás
2003 augusztusában, nem sokkal az Oviapu megjelenése után azt állították, hogy Murphy részt vesz egy folytatás filmben, bár nem írta alá a szerződést. A folytatás 2007. augusztus 8-án debütált Oviapu 2. címmel, amelyben Charlie Hinton szerepében Cuba Gooding Jr. lépett Murphy helyébe, és a filmet ismét a Sony forgalmazta (ezúttal a TriStar színeiben). A filmet a kritikusok elítélték, a Rotten Tomatoes-on 1%-os értékelést kapott. Razzie-díjat nyert a "Legrosszabb előzményfilm vagy folytatás" kategóriában.

## Fordítás
- Ez a szócikk részben vagy egészben  a   Daddy Day Care című angol Wikipédia-szócikk fordításán alapul.  Az eredeti cikk szerkesztőit annak laptörténete sorolja fel. Ez a jelzés csupán a megfogalmazás eredetét és a szerzői jogokat jelzi, nem szolgál a cikkben szereplő információk forrásmegjelöléseként.